# Ozarba fannia
Ozarba fannia là một loài bướm đêm trong họ Noctuidae.